# Cryptocyclops longiarticulatus
Cryptocyclops longiarticulatus – gatunek widłonoga z rodziny Cyclopidae. Opisali go w 1964 roku chińscy zoolodzy Shen Jiarui i Dai Aiyun, nadając mu nazwę Microcyclops longiarticulatus.